# Митрополит дабробосански Георгије
Георгије Николајевић (познат и под световним именом Ђорђе Николајевић; 20. април 1807 — 8. фебруар 1896) је био српски теолог и митрополит Дабробосански.
Георгије Николајевић је био и учитељ, свештеник, професор Богословије у Задру, члан Конзисторије Далматинске епархије, ректор и професор Сарајевско-Рељевске богословије и члан Конзисторије митрополије Дабробосанске. У позним годинама је изабран за митрополита Дабробосанског. Био је покретач и члан разних добротворних задруга и фондова. Такође се бавио и књижевним радом, а уређивао је и Српски далматински магазин. Имао је двоје деце, сина и ћерку, али су обоје умрли млади.

## Детињство и школовање
Георгије Николајевић је рођен у селу Јаску (Срем) 20. априла 1807. године као Ђорђе Николајевић. Рођен је у свештеничкој породици од оца Симеона и мајке Василије. Основну школу је завршио у родном селу. После основне школе, од 1817. до 1819. године, је ишао у немачку школу у Митровици, а после ње се уписује у гимназију у Сремским Карловцима. После завршетка Гимназије 1825. уписао се у Богословију у Сремским Карловцима, коју је завршио 1828. године.

## Учитељ
После завршетка Богословије радио је годину дана као учитељ у Иригу. Потом, на јесен 1829. године, одлази у Пешту и уписује студије филозофије са планом да касније почне изучавање медицине, али се тамо кратко задржао јер је прекинуо студије и одазвао се позиву митрополита Стратимировића да буде учитељ у Дубровнику.
У Дубровник је дошао 22. децембра 1829. године и одмах је почео са припремама за отварање српске школе, која је отворена на Нову 1830. годину. После месец дана аустроугарске власти су затвориле школу под изговором да Николајевић као свештеник не може да држи школу. Када је доказано да није свештеник дозвољено му је да држи часове по кућама, али и та дозвола је убрзо укинута.
У Дубровнику је 3 године покушавао да оснује школу, али то му није полазило за руком. После се оженио са Катарином (Екатерином), ћерком которског трговца Марка Берберовића и Марије Злоковић. Венчали су се 16. априла 1833. године у Котору.

## Свештеник
Далматински епископ Јосиф Рајачић га је 6. маја 1833. године рукоположио у чин ђакона, а 11. маја у чин свештеника. 1. јуна му је епископ Јосиф Рајачић издао синђелију за пароха дубровачког а од владе је потврђен 16. октобра. Николајевић је 1833. године постао први мирски свештеник у Дубровнику. Као свештеник отворио је српску школу код цркве, која се звала „катихизација.” Ова школа је радила до 1848. године када је отворена јавна српска школа. Аустроугарска влада је признала ту школу, а општина је довела још једног свештеника, који је био капелан и учитељ. Епископ Далматински Пантелејмон Живковић га је 8. јануара 1836. године одликовао црвеним појасом за показану ревност на пољу просвете и као узорног свештеника.
Сем свештеничким позивом Георгије Николајевић се бавио и писањем. Сарађивао је са "Сербским народним листом" Теодора Павловића (1838). Од 1842. до 1862. године уредио је 15 свезака Српског далматинског магазина. Најважније његово дело је Збирка српских споменика, старих хрисовуља, диплома, повеља и сношенија босанских, српских, херцеговачких, далматинских и дубровачких краљева, царева, банова, деспота и властелина. Године 1840. је објавио морално-поучни спис „Младић како треба да се изобрази”. Своје радове је објављивао у календару Грлица, Летопису Матице српске и другим часописима. Због доприноса на књижевном пољу, 11. јула 1842. године изабран је за дописног члана Друштва српске словесности у Београду. Далматински епископ Јеротеј Мутибарић га је 28. априла 1846. године произвео за протојереја. Аустроугарски цар Фрањо Јосиф I га је 7. јула 1850. одликовао га је године Златним крстом за заслуге. Руски цар Никола му је даровао бриљантски прстен у вредности од 500 рубаља за уређивање Српског далматинског магазина. Прстен му је на Нову 1853. годину предао руски конзул Јеремија Гагић.
Георгије Николајевић је имао велики број пријатеља међу познатим личностима. Од његових пријатеља посебно се истичу Серафим Перовић, књижевник архимандрит Нићифор Дучић, митрополити: Стефан Стратимировић, Јосиф Рајачић, Петар II Петровић Његош, епископи Пантелејмон Живковић, Јеротеј Мутибарић. Познавао је и многе српске и руске књижевнике.
Године 1852. понуђено му је да дође у Београд за васпитача кнежевићу Петру, сину кнеза Александра Карађорђевића, али пошто је он одуговлчио са одлуком, кнез је узео другог васпитача.
Након 28 година свештеничке службе у Дубровнику, прота Георгије Николајевић је 1858. године премештен у Задар и ту је постављен за професора у тамошњој Богословији. Већ 29. априла 1860. године је именован за конзисторијалног протопрезвитера, али је и даље вршио дужност професора у богословском заводу. Већ следеће године, Николајевић је са неколико свештеника у Задру основао фонд за свештеничке удовице и сирочад. У тај фонд је улагао и после одласка из Задра.
Николајевић је био познат и у Русији. Поводом хиљадугодишњице постојања Русије руски цар Александар га је 1862. године обдарио Орденом Свете Ане III степена. Године 1862. је изабран у одбор од 12 лица за школске, црквене књиге, и у одбор "Матице Далматинске", где је био потпредседник Књижевног одбора. Године 1864. је изабран за почасног члана Матице српске у Новом Саду. Следеће 1865. године Далматински епископ Стефан Кнежевић одликовао га је правом ношења надбедреника.
Супруга Катарина му је умрла 10. марта 1866. године. Смрт супруге је утицала на његово здравље, али он је ипак наставио са друштвеним радом.
Именован је за почасног члана „Друштва доброчињења и узајамне помоћи славјанске” основаног у Цариграду 1870. године. Царском одлуком од 27. децембра 1873. године именован је за члана Покрајинског школског већа далматинског на шест година, али му је мандат још једном обновљен. Од 1. септембра 1880. године био је почасни члан „Слоге”, српског певачког друштва у Дубровнику.
Године 1879. објавио је дело „Протопрезвитер и његово достојанство”, 1880. „Насртање протосинђелово одбија протопрезвитер” и спис „Животопис и доброчинства Божа Бошковића”. сем што је писао књижевна дела, преводио је разна дела, писао песме, чланке и дописе за новине које је ретко потписивао.
После преко две деценије које је провео у Задру Георгије Николајевић се у децембру 1881. године преселио у Сарајево. Ту је израдио статут за Конзисторију, која је почела са радом 15. новембра 1882. године. Саставио је и правилник за Богословију, одобрен 19. октобра 1882. године.

## Монашење
Не зна се тачна година када се Ђорђе Николајевић замонашио и добио монашко име Георгије Николајевић, али се зна да је Косановић одмах по доласку у Сарајево хтео да га произведе за архимандрита, што Ђорђе није желео. Познато је да га је цар Фрањо Јосиф именовао за архимандрита и потпредседника митрополијске Конзисторије 17. октобра 1882. године и да му је Косановић већ 20. октобра 1882. године издао декрет у коме стоји да ће 19. новембра 1882. године бити произведен у чин архимандрита.
Као архимандрит је покренуо лист „Дабробосански Источник“ који је био намењен свештенству. Имао је и велике заслуге за отварање Богословије у Сарајеву која је отворена 30. октобра 1882. године. У новоотвореној богословији је вршио дужност ректора, а предавао је црквенословенски језик. Ову дужност је вршио све док није изабран за митрополита. На Богојављење 1883. године митрополит Косановић му је устукнуо архимандритску митру и да благослов да је море увијек носити.

## Проглашење за митрополита
Митрополит Сава је под притиском бечког двора морао да поднесе оставку која је усвојена 10. септембра 1885. године, а двор је за администратора Дабробосанске митрополије прогласио Георгија Николајевића. Цариградска патријаршија га је 1885. године изабрала за Дабробосанског митрополита. За митрополита је хиротонисан 2. фебруара 1886. године. Већ прве године као митрополит је посетио сваку православну кућу у Сарајеву. Често је обилазио народ, а био је и у свим црквеним општинама. За време док је био митрополит Георгије Николајевић је много учинио за цркву: рукоположио је 7 ђакона, 2 јерођакона, 75 свештеника и 4 јеромонаха. Такође је и произвео 2 протођакона, 2 протосинђела, 1 игумана, 15 протојереја; 2 архимандрита, а 11 свештеника је одликовао црквеним појасом. Учествовао је на литургијама на којима је посвећно троје митрополита. Године 1888. је служио опело митрополиту Леонтију Радуловићу. Док је био митрополит осветио је 35 новосаграђених и обновљених цркава, а отворио је још 17. За 10 година, колико је био митрополит, обновљене су и отворене 52 нове цркве. Такође је извршио нову поделу парохија. За свештенике из око 50 парохија, које нису могле да обезбеде њихово издржавање, је обезбедио помоћ државе. Такође је обезбедио помоћ државе за сиромашне цркве. Сваке године је године грађено је 5-6 парохијских домова, а то је такође финансирала држава.
Многе цркве у Босни, као и Херцеговини нису имале црквене књиге, због чега у многим црквама није ни служена литургија. Георгије Николајевић је решио овај проблем тако што су у Сарајеву о државном трошку прештампаване руске црквене књиге.
Митрополит Николајевић је помагао све активности које су имале српско обележје. Када је у Сарајеву основан одбор за подизање споменика српском књижевнику Сими Милутиновићу Сарајлији митрополит је позвао парохијско свештенство да се прикључи прикупљању прилога за подизање споменика.

Такође је основао „Фонд за потпомагање удовица и сирочади свештеника, српско-православне цркве у епархији Дабробосанској”, а 22. фебруара 1890. године је позвао свештенство да подржи оснивање фонда и да својим улозима помогне да исти заживи. Сам митрополит је у фонд приложио 800 форинти, а тестаментом завештао још 3.000 форинти. Такође је наредио да свештеник који дође у нову парохију даје половину прихода породици претходно преминулог свештеника. Такође је позивао свештенике да дају прилоге за градњу нових цркава. Својим великим даром од 15.000 ф. Митрополит је подигао српску школу у Блажују 1891. године.
Уочи празника Мале Госпојине 1892. митрополит Николајевић је посјетио Босанску Градишку гдје му је парохијско свештенство са народом приредило величанствен дочек. Дирнут оваквим дочеком даровао је Градишчанима закладу од 9000 форинти, који су они искористили за подизање нове школске зграде у црквеном дворишту.
Дабробосанска митрополија је у време службовања Георгија Николајевића, 1887. године имала: 163, 5 манастира, 2.159 села, 248 парохија, 52.944 кућа, 426.124 људи, а већ 1894. године имала: 193 цркаве, 5 манастира, 2.148 села, 227 парохија, 58.217 кућа, 427.502 људи,
До 1893. године је од своје уштеђевине дао добротворне прилоге који су укупно износили око 70.000 форинти. Само 1879. године основао је у Задру Закладу од 12.000 форинти за школовање православних Срба. Својим тестаментом од 26. новембра 1895. године завештао је преко 135.000 форинти за просветне установе српског народа.

## Смрт и сахрана
Митрополит Георгије Николајевић је своју последњу архијерејску службу одслужио 21. новембра 1895. године на Ваведење у Старој цркви у Сарајеву. После тога се разболео и углавном лежао, а из кревета је устајао ретко. 2. фебруара 1896. године је примио више корпорација и депутација које су му честитале десет година од постављања на место митрополита. Убрзо после тога је и преминуо - у четвртак 8. фебруара 1896. године у 10.30 часова. Живео је укупно 89 година. Сарајевској Конзисторији је стигло 78 телеграма поводом смрти митрополита Георгија Николајевића. Између осталих телеграме су послали: Српска Академија, Матица српска, министар Калај, Дубровачка општина, Цариградски и Карловачки патријарси.
За његову сахрану је спремљен посебан програм. Два дана су његови посмртни остаци били изложени у великој сали Митрополије. У Стару цркву је пренето 23. фебруара и ту је заупокојену Литургију и парастос служио митрополит Тузлански Николај Мандић. На парастосу је држао говор свештеник Ђорђе Бјелановић. Тело је остало у Старој цркви до следећег дана. Сутрадан је тело пренето у Нову цркву у Сарајеву, где је служено опело. У опелу су учествовала двојица митрополита: Херцеговачки Серафим Перовић и Тузлански Николај Мандић, пар архимандрита и игумана и преко 70 свештеника. После опела је привремено сахрањен на кошевском гробљу, док се не подигне црква у Блажују, где ће потом бити пренети његови посмртни остаци. Док се ковчег преносио до гробља за њим је ишло 24 свештеника, а сем њих у поворци су учествовали и представници власти, деца из српских школа са наставницима, богослови, јеврејска деца са својим учитељима, изасланици из 40 српских црквених општина као и бројни народ.
Црква у Блажују је завршена 1897. године, тако да је 21. септембра цркву осветио митрополит Дабробосански Николај Мандић. Годину дана после освећења у цркву су пренети посмртни остаци митрополита Георгија. Свечаност преноса посмртних остатака започела је у суботу 19. септембра 1898. године. Сутрадан, 20. септембра, у 12 часова спуштен је ковчег у нову гробницу цркви у Блажују. На преносу посмртних остатака у Блажујску цркву био је присутан и члан Француске академије из Париза Анатол Лероа-Болије.
Од аустроугарског цара Фрање Јосифа, добио је за заслуге Орден гвоздене круне са звездом и лентом.
На Палама је октобра 2022. одржан научни скуп „Митрополит дабробосански Георгије Николајевић (1807-1896) и његово доба”.